# Ngwaketse West
Ngwaketse West é um subdistrito de Botswana localizado no Distrito do Sul que contava com uma população estimada de 13 689 habitantes em 2011. Há 11 vilas no subdistrito, sendo que Khakhea é a maior e mais importante.